# Giulio Antonio Acquaviva d'Aragon
Pour les articles homonymes, voir Acquaviva d'Aragon.
Giulio Antonio Acquaviva d'Aragon (né v. 1425 à Atri, dans l'actuelle province de Teramo, dans les Abruzzes et mort le 7 février 1481 à Minervino di Lecce, lors du siège d'Otrante par les Turcs) est un condottiere italien du XVe siècle, 7e duc d'Atri, (à partir de 1462), 1er duc de Teramo, comte de Conversano et de Castro San Flaviano et seigneur de Forcella, Roseto, Padula.

## Biographie
Après la célèbre bataille de San Flaviano entre ses forces et le Piccinino le 25 juillet 1460 et la mise à sac par les soldats de Matteo de Capoue l'an suivant, San Flaviano était réduit en un tas de ruines. Au lieu de restaurer la ville, Giulio Antonio Acquaviva préféra en édifier une nouvelle en un lieu plus élevé proche de l'ancienne ville : Giulianova.
En 1478, il commanda la flotte qui appuya l'armée napolitaine du roi Fernand d'Aragon, qui rejoint la coalition formée par Sixte IV contre Florence. Guide et conseiller du Duc de Calabre, frère du roi, il fut décoré de l'Ordre de l'Hermine.
Le 30 avril 1479, il reçut l'honneur de pouvoir adjoindre à son nom de famille le nom d'Aragon et d'insérer à son blason nobiliaire celui de la Maison d'Aragon.
En 1480, il rejoignit la Calabre pour combattre les Turcs, qui avaient pris Otrante et qui menacèrent Brindisi. Il fut tué dans un engagement. Écrivains et poètes le célébrèrent, parmi lesquels le Sannazaro, le Marulle et le Pontano.

## Généalogie
Giulio Antonio Acquaviva est le fils ainé de Giosia Acquaviva et de sa troisième épouse, Antonella Migliorati di Fermo.
Il épouse en 1446 Jacopuccia Camponeschi dell'Aquila, fille de Ludovico, comte de Montorio, sans avoir de descendance, et le 11 avril 1456 Caterina Orsini del Balzo, fille de Gian António, prince de Tarente, qui lui donne six enfants:
- Giovanni Antonio Acquaviva d'Aragon, marquis de Bitonto (°1457) ;
- Andrea Matteo III Acquaviva d'Aragon, 8e duc d'Atri (°1458) ;
- Donato Acquaviva d'Aragon ;
- Belisario Acquaviva d'Aragon, 1er duc de Nardò (°1464) ;
- Paola Acquaviva d'Aragon ;
- Sulpizio Acquaviva d'Aragon, évêque de Conversano.